# Плувна шапка
Плувна шапка е шапка, изработена от силикон, ликра (спандекс) или латекс. Носи се от плувците опъната на главата като прилепва плътно към черепа. Тя се носи по няколко причини - предпазва косата от вредното влияние на хлора, запазва я сравнително суха и намалява триенето с водата при плуване. На някои места носенето на плувни шапки е задължително, за да не се запушват филтрите с коса.
Появява се за първи път в началото на 20 век.